# Val Ferret
Val Ferret är en dal i Schweiz.   Den ligger i kantonen Valais, i den sydvästra delen av landet, 110 km söder om huvudstaden Bern.
I omgivningarna runt Val Ferret växer i huvudsak blandskog. Runt Val Ferret är det glesbefolkat, med 12 invånare per kvadratkilometer.